# Neotheronia alfaroae
Neotheronia alfaroae là một loài tò vò trong họ Ichneumonidae.